# チャールズ・オズボーン
チャールズ・オズボーン（英語: Charles Osborne、1894年4月2日 - 1991年5月1日）は、アメリカ合衆国アイオワ州出身の人物。
1922年から1990年まで、約68年間ひっきりなしに「しゃっくり」し続けたことで名高い人物であった。

## 生涯
アイオワ州生まれのオズボーンは、ギネスブックにおいて「最も長くしゃっくりし続けた人物」に認定されている。オズボーンのしゃっくりは、1922年に始まって以来約68年間にわたって彼を苦しめ続けた。その間オズボーンは、ジョニー・カーソン司会の「ザ・トゥナイト・ショー」（1983年）など、テレビやラジオの人気番組に出演したり、ボードゲーム「Trivial Pursuit」で出題されるクイズの題材に取り上げられたりして、その名を知られるようになった。
オズボーンのしゃっくりは、屠殺前の豚を計量しているときに始まった。最初のうち、しゃっくりの回数は毎分40回にのぼり、その後徐々に低下して毎分20回程度になった。この状態にもかかわらず、オズボーンは通常の社会生活を営み、2度の結婚で8人の子供に恵まれている。
ある記録は、オズボーンは約68年の間にしゃっくりを4億3千万回以上していたと推定している。約68年続いた彼のしゃっくりは、不思議なことに1990年6月5日に治まった。しゃっくりが止まってから約1年後の1991年5月1日、オズボーンは潰瘍から合併症を起こして、アイオワ州スーシティの病院で死去した。